# 蔣方舟
蒋 方舟（しょう ほうしゅう、1989年10月27日 - ）は、中華人民共和国の小説家。

## 略歴
1989年、湖北省襄樊市鉄路医院で生まれる。母の尚愛蘭は代作家。1996年9月、襄陽市鉄路第一小学に入学した。2002年6月を卒業。2005年6月に襄陽市鉄路第一中学を卒業すると、清華大学の新聞伝播学院学系に推薦で進学した。2005年に中国少年作家協会主席に選ばれました。2008年に『新週刊』の特約記者を務め、2010年に雑誌の主筆に昇進し、2012年に清華大学を卒業した後、『新週刊』の副編集長となる。2010年には、饒雪漫編集長の「最女生」雜誌に契約した新鋭の女性作者となっている。2010年9月10日、湖南衛視「快楽男声」の決戦の夜にクロスボーダー審査員を務した。2012年3月、「意林」雑誌会社の顧問に就任。